# Mistrzostwa Świata w biegu na 100 km 2001
15. Mistrzostwa Świata w biegu na 100 km – zawody lekkoatletyczne, które odbyły się 26 sierpnia 2001 w Cléder (Francja).

## Medaliści
|                         | 1. miejsce                                                            | Rezultat | 2. miejsce                                                                    | Rezultat | 3. miejsce                                                       | Rezultat |
| Mężczyźni indywidualnie | Yasufumi Mikami                                                       | 6:33:28  | Rich Hanna                                                                    | 6:43:09  | Pascal Fetizon                                                   | 6:44:48  |
| Mężczyźni drużynowo     | Francja 1. Pascal Fetizon · 2. Thierry Guichard · 3. Jean-Marie Gehin | 20:17:11 | Belgia 1. Ivan Hostens · 2. Jan Vandendriessche · 3. Rik Goethals             | 21:03:42 | Niemcy 1. Rainer Müller · 2. Ulrich Amborn · 3. Volker Krajenski | 21:07:28 |
| Kobiety indywidualnie   | Elvira Kolpakova                                                      | 7:31:12  | Marina Bychkova                                                               | 7:38:21  | Monica Casiraghi                                                 | 7:39:42  |
| Kobiety drużynowo       | Rosja 1. Elvira Kolpakova · 2. Marina Bychkova · 3. Oksana Ladyzhina  | 23:31:12 | Francja 1. Karine Herry · 2. Magali Reymonenq-Maggiolini · 3. Sylvie Beaulieu | 24:10:21 | Niemcy 1. Tanja Schäfer · 2. Anke Drescher · 3. Simone Stöppler  | 24:49:14 |

## Reprezentacja Polski

### Mężczyźni
| Miejsce | Zawodnik       | Klub             | Rezultat |
| 30.     | Andrzej Magier | LKS Zorza Gdynia | 7:17:57  |
| 39.     | Maciej Ciepłak | RMKS Rybnik      | 7:29:29  |